# ۱۸۹ (میلادی)

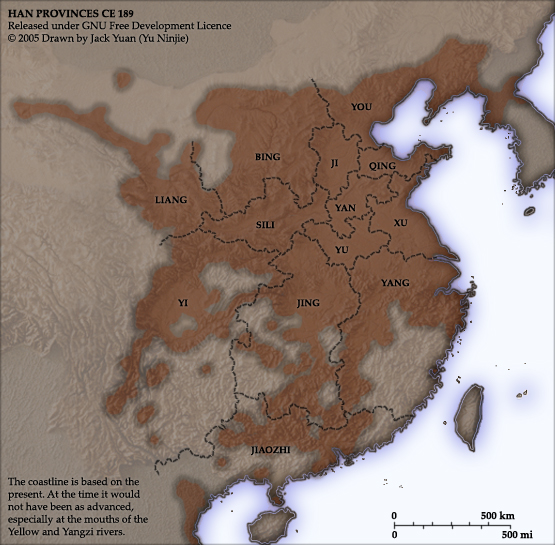
نقشه استانهای چین در مقدمه دوره سه پادشاهی (در اواخر دوره سلسله هان ، 189 میلادی.)

## رویدادها
- پاپ ویکتور یکم جانشین پاپ الئوتروس می‌شود.